# Malmesbury (Wielka Brytania)

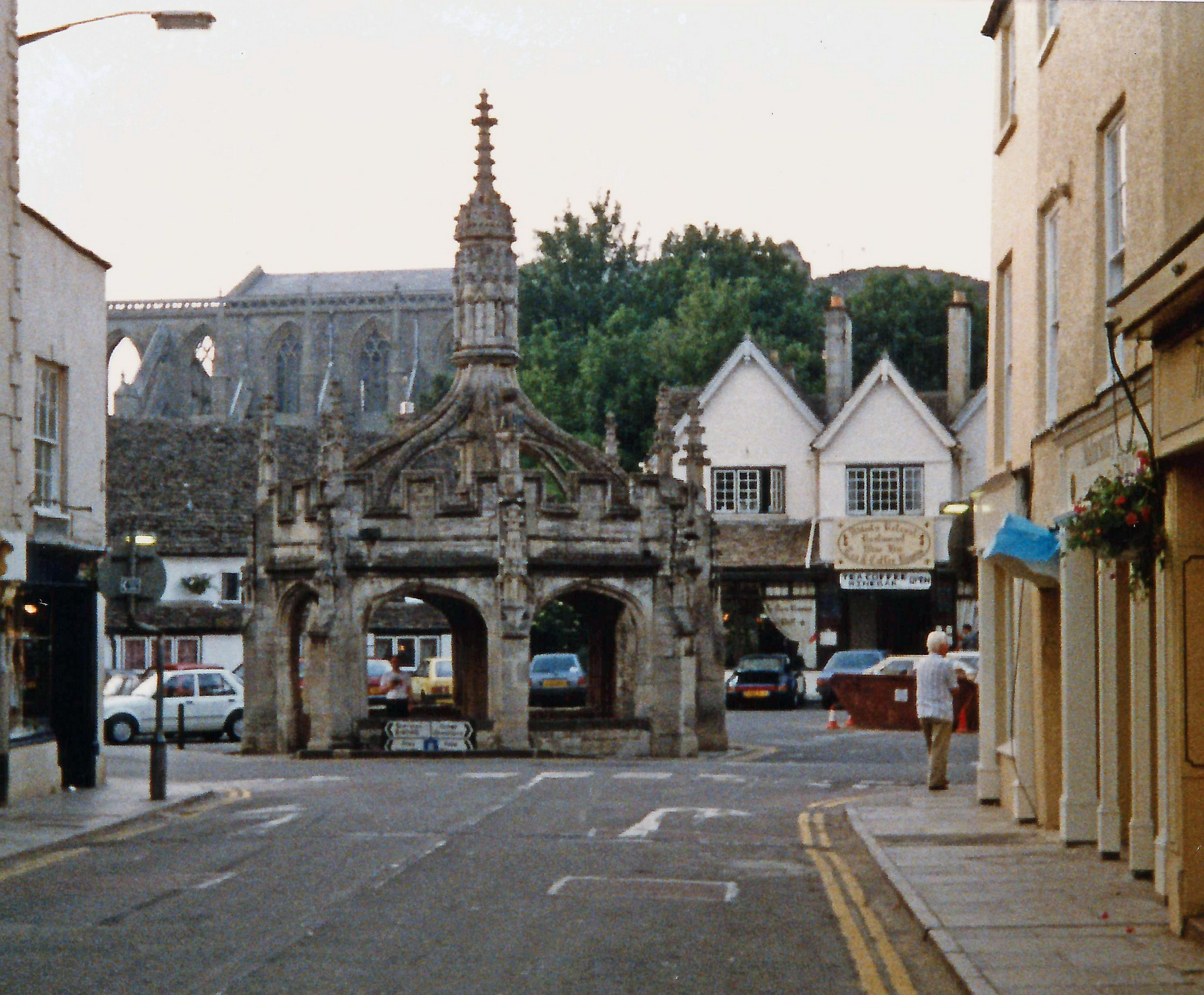
Rynek Malmesbury

Malmesbury – miasto w południowo-zachodniej Anglii, w hrabstwie Wiltshire. Zgodnie ze spisem ludności przeprowadzonym w 2001 roku liczba mieszkańców wyniosła 4631 osoby.
Położone jest w krainie historycznej Cotswolds w pobliżu miasteczek: Cirencester, Chippenham i Swindon.